# Widdern
Widdern (MAF: /ˈvɪdɐn/, posłuchajⓘ) – miasto w Niemczech, w kraju związkowym Badenia-Wirtembergia, w rejencji Stuttgart, w regionie Heilbronn-Franken, w powiecie Heilbronn, wchodzi w skład wspólnoty administracyjnej Möckmühl. Leży nad rzeką Jagst, ok. 25 km na północny wschód od Heilbronn, przy autostradzie A81.

## Współpraca
Miejscowość partnerska:
- Reinsdorf – dzielnica Greiz, Turyngia